# Ofiary biesiadne
Ofiary biesiadne (hebr. ‏זֶבַח שְׁלָמִים‎) – jeden z rodzajów ofiar jakie występują w Biblii – w trzecim oraz siódmym rozdziale Księgi Kapłańskiej. Jest to jeden z typów ofiary ze zwierząt lub ofiary pokarmowej. Oznacza ona zgodę i przyjaźń między ludźmi a Bogiem.

## Etymologia
W hebrajskim rytuał ten występuje pod nazwą korban szelamim lub zevah szelamim. Według tłumaczenia zaczerpniętego z Wulgaty ofiarę biesiadną nazwano pacifica i stąd przykładowo w języku angielskim nazywa się ją peace offering. Wedle tłumaczenia Jakuba Wujka z XVI wieku na język polski określa się ją mianem „ofiary zapokojnej", a innym z określeń jest ofiara pojednania.

## Opis rytuału
Można ją było złożyć z cielców, owiec lub kóz. Zwierzęta zabijano przed Namiotem Spotkania, a synowie Aarona kropili krwią ołtarz, zaś tłuszcz okrywający wnętrzności oraz nerki zwierzęcia były spalane. W Księdze Kapłańskiej widnieje surowy nakaz by tłuszczu ani krwi nie jedli ludzie, lecz by był poświęcony jedynie Bogu. Ofiara biesiadna mogła być składana nie tylko ze zwierząt, ale także przaśnych podpłomyków oraz placków rozczynionych oliwą, jeżeli była składana w formie ofiary dziękczynnej. Mięso ofiary dziękczynno-biesiadnej musiało zostać zjedzone tego samego dnia i nie można było zostawiać nic do rana. Jeżeli jakaś część została na trzeci dzień, wówczas miała ona nie być uznana przez Boga, a spożywający ją stawał się nieczysty i winny. Istotną sprawą u Żydów była kwestia czystości, dlatego przedawniona mięsna ofiara biesiadna musiała być spalona w ogniu. Karą wykluczenia mieli zostać dotknięci ci, którzy jedli mięso jako nieczyści na przykład z powodu zetknięcia się z nieczystością innego człowieka, zwierzęcia albo robactwa.